# Medea (Guarnieri)
Medea è un'opera-video per soli, coro, orchestra e live electronics in tre parti scritta dal compositore Adriano Guarnieri.
Ispirata al mito di Euripide, l'opera è composta da tre parti, ognuna delle quali comprendente dieci sequenze musicali. Venne rappresentata per la prima volta il 18 ottobre 2002 al Palafenice di Venezia, con il coro e l'orchestra del Teatro La Fenice. La regia venne affidata  Giorgio Barberio Corsetti, la realizzazione dei video a Fabio Massimo Iaquone mentre le scenografie e costumi furono curati da Cristian Taraborrelli.
Medea è un'opera onirica, in cui mito e contemporaneità si fondono attraverso il rapporto formale di tre partiture: musicale, registica e live-elettronica. Il mito di Medea è rivissuto con frammenti dal Medea di Euripide, propriamente estrapolato nei punti più espressivi e lirici del testo originale. Esso ha dei rimandi alla contemporaneità per temi come la perdita di identità, di terra, patria, sole e senso di sacralità perduta in un tempo in cui il nichilismo ideologico sembra schiacciare l'uomo proprio nei suoi aspetti ideali e valoriali.
La caratteristica dell'opera è di prevedere sulla scena tre Medee che rappresentano psicologicamente la "frantumazione" dell'io contemporaneo, a cui la psicanalisi ha dedicato ampi studi.
Alla prima, l'opera venne interpretata da Antonella Ruggiero, Sonia Visentin, Alda Caiello, Andrew Watts.
Nel 2002 l'opera ricevette il premio Franco Abbiati della critica musicale italiana XXII edizione.